# If I Had a Gun...
"If I Had a Gun..." é uma canção da banda britânica Noel Gallagher's High Flying Birds, composta pelo vocalista Noel Gallagher para seu álbum de estreia epônimo de 2011. Foi lançada como terceiro single em 26 de dezembro de 2011. Assim como nos outros singles lançados pela banda, Strangeboy Stacey fez a engenharia de som e mixou o lado B. A música impactou as rádios dos Estados Unidos em 13 de setembro de 2011.

## Desempenho nas paradas e recepção
Na semana que terminou em 21 de janeiro de 2012, "If I Had a Gun..." alcançou a posição 95 na UK Singles Chart. Também foi bem-sucedida no Japão, chegando ao número dois na Japan Hot 100 na semana de 29 de outubro de 2011 (e permaneceu na parada por muitas semanas antes e depois). Ficou na posição 77 na parada de fim de ano da Japan Hot 100.
Durante grande parte dos dias 6 e 7 de maio de 2012, "If I Had Gun..." foi o tópico mais comentado no Twitter em todo o mundo. O trending topic surgiu em Buenos Aires, na Argentina, durante uma apresentação de Gallagher na noite de 6 de maio.

## Posição nas paradas musicais

### Paradas semanais
| Parada (2011–2012)                             | Melhor posição |
| ---------------------------------------------- | -------------- |
| Japão (Japan Hot 100)                          | 2              |
| Escócia (Scottish Singles Chart)               | 98             |
| Reino Unido (OCC UK Indie)                     | 16             |
| Reino Unido (UK Singles Chart)                 | 95             |
| Estados Unidos (Billboard Alternative Airplay) | 25             |

## Certificações
| Região                                                                                                  | Certificação | Vendas   |
| --- | ------------ | -------- |
| Reino Unido (BPI)                                                                                       | Prata        | 200,000^ |
| *números de vendas baseados somente na certificação ^números de vendas baseados somente na certificação |              |          |